# Merger Monday
Unter Merger Monday versteht man in der Finanzbranche einen Montag mit außergewöhnlich vielen Unternehmensübernahmen und Akquisitionen.
Der Grund, warum man von Merger Monday spricht und nicht von z. B. einem Merger Tuesday, liegt darin, dass in den USA Übernahmen zumeist am Wochenende abschließend verhandelt werden und montags verkündet werden.
Der Begriff ist hauptsächlich im angelsächsischen Sprachraum gebräuchlich, wird jedoch mitunter auch in deutschen Medien benutzt.